# 기원전 22세기
기원전 22세기는 기원전 2200년부터 기원전 2101년까지 지속된 세기이다.

## 주요 사건
- 기원전 2181년 - 이집트 제6왕조가 몰락하고 이집트 제7왕조가 건설되다.
- 기원전 2160년 - 이집트 제8왕조가 몰락하고 이집트 제9왕조가 건설되다.
- 기원전 2154년 - 아카드 제국이 멸망함.
- 기원전 2150년 ~ 기원전 2030년경 - 길가메시 서사시가 최초로 쓰여진 것으로 추정되는 시기.
- 기원전 2144년경 - 메소포타미아 도시 라가시의 지배자(엔시) 구데아의 통치가 시작되다.
- 기원전 2134년 - 상이집트의 테베 지역에 이집트 제11왕조가 건설되다.
- 기원전 2130년 - 이집트 제9왕조가 몰락하고 이집트 제10왕조 건설되다.
- 기원전 2124년 - 메소포타미아 도시 라가시의 지배자 구데아가 죽다.
- 기원전 2119년 ~ 기원전 2110년 - 우르 제3왕조의 첫번째 왕 우투헤갈의 재위(중간 연대기) 기간.
- 기원전 2116년 ~ 기원전 2110년 - 우루크와 구티족의 전쟁.
- 기원전 2112년 ~ 기원전 2095년 - 우르남무의 수메르 원정.

## 년대와 년도
| 기원전 2200년대 | 전2209 | 전2208 | 전2207 | 전2206 | 전2205 | 전2204 | 전2203 | 전2202 | 전2201 | 전2200 |
| 기원전 2190년대 | 전2199 | 전2198 | 전2197 | 전2196 | 전2195 | 전2194 | 전2193 | 전2192 | 전2191 | 전2190 |
| 기원전 2180년대 | 전2189 | 전2188 | 전2187 | 전2186 | 전2185 | 전2184 | 전2183 | 전2182 | 전2181 | 전2180 |
| 기원전 2170년대 | 전2179 | 전2178 | 전2177 | 전2176 | 전2175 | 전2174 | 전2173 | 전2172 | 전2171 | 전2170 |
| 기원전 2160년대 | 전2169 | 전2168 | 전2167 | 전2166 | 전2165 | 전2164 | 전2163 | 전2162 | 전2161 | 전2160 |
| 기원전 2150년대 | 전2159 | 전2158 | 전2157 | 전2156 | 전2155 | 전2154 | 전2153 | 전2152 | 전2151 | 전2150 |
| 기원전 2140년대 | 전2149 | 전2148 | 전2147 | 전2146 | 전2145 | 전2144 | 전2143 | 전2142 | 전2141 | 전2140 |
| 기원전 2130년대 | 전2139 | 전2138 | 전2137 | 전2136 | 전2135 | 전2134 | 전2133 | 전2132 | 전2131 | 전2130 |
| 기원전 2120년대 | 전2129 | 전2128 | 전2127 | 전2126 | 전2125 | 전2124 | 전2123 | 전2122 | 전2121 | 전2120 |
| 기원전 2110년대 | 전2119 | 전2118 | 전2117 | 전2116 | 전2115 | 전2114 | 전2113 | 전2112 | 전2111 | 전2110 |
| 기원전 2100년대 | 전2109 | 전2108 | 전2107 | 전2106 | 전2105 | 전2104 | 전2103 | 전2102 | 전2101 | 전2100 |
| 기원전 2090년대 | 전2099 | 전2098 | 전2097 | 전2096 | 전2095 | 전2094 | 전2093 | 전2092 | 전2091 | 전2090 |